# Mohammed ad-Durrah
Mohammed al-Durrah (محمد الدرة), född 1988, var en tolvårig palestinsk pojke som dödades 30 september 2000, efter skottlossning i Gazaremsan. Dödsskjutningen filmades av frilansande Talal Abu Rahma som arbetade för France 2 och bilderna blev kända över hela världen.

Kartbild över händelsen.

Den 30 september 2000 drabbade IDF och Palestinian Security Forces samman under en palestinsk manifestation i Gazaremsan och plötslig skottlossning utbröt  Demonstranter försökte fly och den tolvårige Mohammed hukade bakom en tunna med sin far. Rama fångade på film hur fadern med sin kropp försökte skydda sin son undan kulorna. Fadern skottskadades svårt och en ambulansman som försökte hämta dem dödades.
Mohammed al-Durrah blev snabbt en symbol och martyr för palestiniernas kamp mot israelerna i och med att bilderna snabbt spreds över världen. Protesterna blev stora världen över. Senare har bilderna ifrågasattes och somliga menar att det hela var iscensatt av Talal Abu Rama. France 2 startade också en rättsprocess där bevis sägs ha framkommit att händelsen aldrig skett.